# Fredrik Björling
Fredrik Björling är en svensk trummis. Han har spelat trummor i Stockholmsbandet Dungen och percussion med Broder Daniel under deras senaste turnéer. Han spelar också med Sylvester Schlegels projekt The Guild samt med Anna Järvinen och Eric Malmberg från Sagor & Swing. Hösten 2008 spelade han in med Jenny Wilson och Goran Kajfes samt spelade trummor i musikalen Jesus Christ Superstar som sattes upp i Malmö.